# Matinera capgrisa
La matinera capgrisa (Pellorneum cinereiceps) és una espècie d'ocell de la família dels pel·lornèids (Pellorneidae) que habita boscos i matolls de les illes Palawan i Balabac, a les Filipines.